# Kaap Morris Jesup
Kaap Morris Jesup is het noordelijkste punt van het vasteland van Groenland, op de 83e breedtegraad noord. Het werd voor het eerst bezocht in 1900 door Robert Edwin Peary. Lang werd gedacht, dat het punt het meest noordelijke stuk van de Aarde was, maar iets noordelijker ligt het kleine Kaffeklubbeneiland.
De afstand tot de Noordpool bedraagt vanaf hier ongeveer 709 km. De kaap is vernoemd naar filantroop Morris Ketchum Jesup die de ontdekkingsreis naar een doorvaarbare route over de Noordpool financierde.
Ten oosten van de kaap ligt de Wandelzee en ten westen de Lincolnzee.